# Baard Haugland

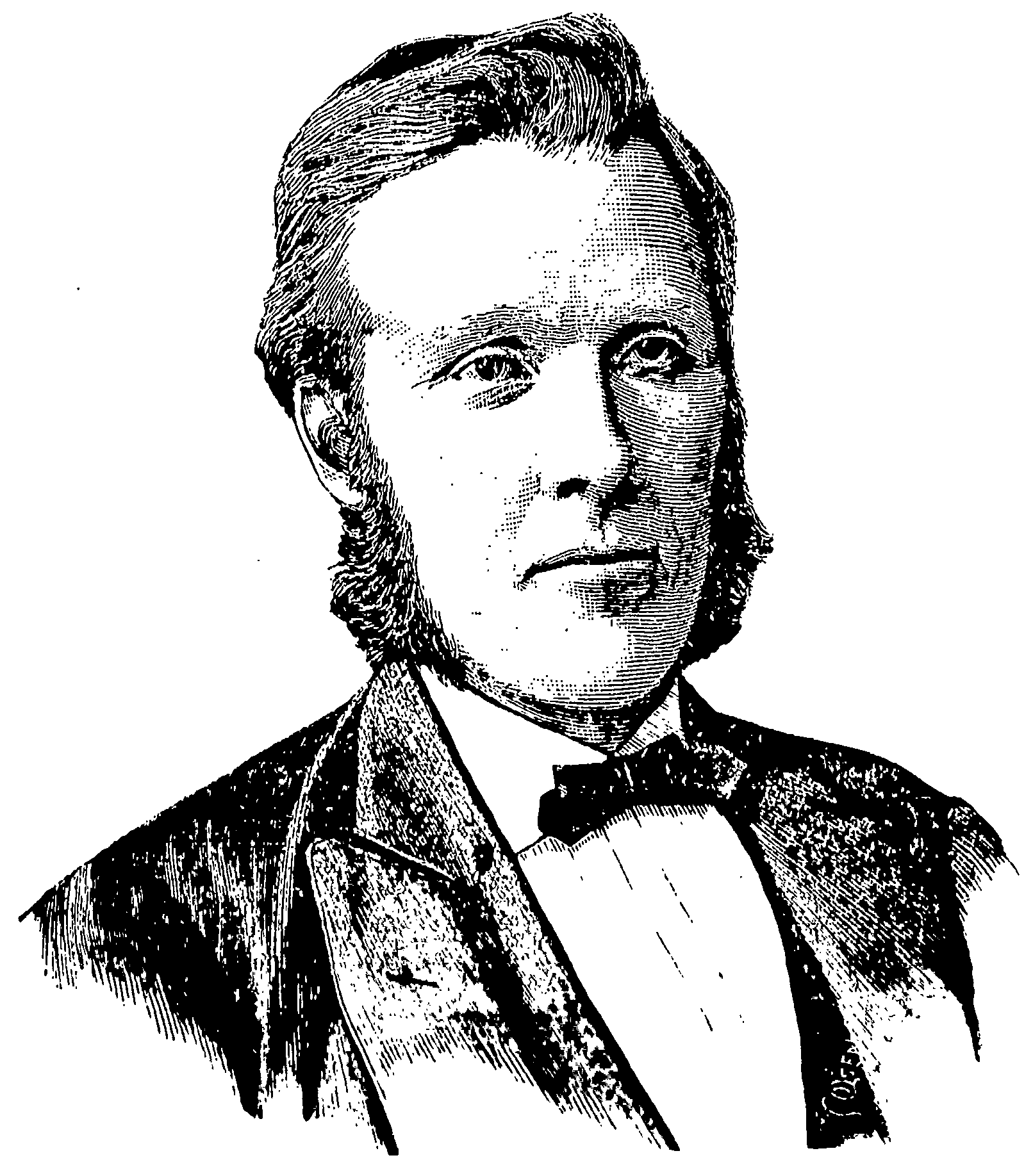
Baard Haugland

Baard Madsen Haugland, född 12 januari 1835, död 7 maj 1896, var en norsk politiker.
Haugland var lanthandlare, och stortingsman 1871-84 och 1892-95 som moderat vänsterman. Han var finansminister 1884-89 som den första av bondeståndet i som statsråd, och ledamot av statsrådsavdelningen i Stockholm 1895-96.